# Padenghe sul Garda
Padenghe sul Garda là một đô thị thuộc tỉnh Brescia trong vùng Lombardia ở Ý. Đô thị này có diện tích 20 km², dân số 3491 người.
Đô thị này giáp với các đô thị sau: Bardolino, Calvagese della Riviera, Desenzano del Garda, Lazise, Lonato, Moniga del Garda, Sirmione, Soiano del Lago.